# LBJ (película)
LBJ (titulada A la sombra de Kennedy en España y LBJ: La esperanza de una nación en Hispanoamérica) es una película de drama político de 2016 el inicio de la presidencia de Lyndon B. Johnson  en los Estados Unidos después del asesinato del presidente John F. Kennedy. Dirigida por Rob Reiner y escrita por Joey Hartstone. Está protagonizada por los actores Woody Harrelson como el presidente Johnson, junto con Richard Jenkins, Bill Pullman, Kim Allen, Michael Stahl-David, Jennifer Jason Leigh, Jeffrey Donovan, Doug McKeon, C. Thomas Howell, y Michael Mosley.
La fotografía principal tuvo lugar en Nueva Orleans, Baton Rouge, Dallas, y Washington D. C. de septiembre a diciembre de 2015. La película se estrenó en el Festival Internacional de Cine de Toronto el 9 de septiembre de 2016. Fue distribuida en cines por Electric Entertainment y Vertical Entertainment el 3 de noviembre de 2017. La película recibió revisiones mixtas de los críticos de cine, que la llamaron "un desnatado superficial"  y criticando la caracterización de Harrelson e incluso siendo comparada negativamente por algunos con la película de HBO sobre Johnson, All the Way.

## Trama
La historia se centra en torno a la convulsión política por la que atraviesa el vicepresidente Lyndon B. Johnson al ser investido Presidente de los Estados Unidos después del asesinato de John F. Kennedy el 22 de noviembre de 1963 en Dallas, Texas. Después de que la muerte de Kennedy, Sarah Hughes administró el juramento de la oficina para LBJ. Con batallas políticas en ambos lados del pasillo, Johnson trabaja para curar a una nación y asegurar su presidencia al aprobar la histórica Ley de Derechos Civiles de Kennedy en 1964.

## Reparto
| - Woody Harrelson como Lyndon B. Johnson - Jennifer Jason Leigh como Lady Bird Johnson. - Michael Stahl-David como Robert F. Kennedy - Richard Jenkins como el senador Richard Russell. - Bill Pullman como el senador Ralph Yarborough. - Jeffrey Donovan como John F. Kennedy - Kim Allen como Jacqueline Kennedy. - Brent Bailey como Ted Sorensen. - John Burke como John Connally. - John Ellison Conlee como George Reedy. - Oliver Edwin como Bill Moyers. | - Darrel Guilbeau como Jack Valenti. - Gary Grubbs como el senador Everett Dirksen. - C. Thomas Howell como Walter Jenkins. - Wallace Langham como Arthur M. Schlesinger Jr. - Kate Butler como Juanita Roberts. - Doug McKeon como Hubert Humphrey. - Michael Mosley como Kenneth O'Donnell. - Tim Ransom como Larry O'Brien. - Rich Sommer como Pierre Salinger. - Brian Stepanek como Rufus Youngblood. |

## Producción
El guion de LBJ, un drama político escrito por Joey Hartstone, era uno de los ganadores de la Lista Negra de guiones no producidos de 2014. Para el 16 de junio de 2015, Woody Harrelson firmó para interpretar al 36 presidente de los Estados Unidos, Lyndon B. Johnson, mientras que Rob Reiner firmó para dirigir la película. La película estuvo producida por Acacia Entertainment, Savvy Media Holding, Castle Rock Entertainment y Star Thrower Entertainment y financiada por Acacia y Savvy Media. Los productores en la película son Matthew George, Reiner, Liz Glotzer, y Tim y Trevor White.

### Rodaje
La fotografía principal de la película inició en Nueva Orleans el 21 de septiembre de 2015. También se rodó en Baton Rouge, Dallas, y Washington D. C. La fotografía Principal finalizó en diciembre de 2015.

## Estreno
La película tuvo estreno mundial en el Festival Internacional de Cine de Toronto el 9 de septiembre de 2016. Poco después, Electric Entertainment y Vertical Entertainment obtuvieron los derechos de distribución de la película. Su estreno en cines fue el 3 de noviembre de 2017.

## Recepción

### Recaudación en taquilla
LBJ obtuvo alrededor de 1.1 millones de dólares durante su estreno en 659 salas, terminando en 14.º de taquilla. 

### Respuesta crítica
En el sitio web especializado Rotten Tomatoes, la película obtuvo una aprobación del 57%, basada en 83 reseñas con una calificación de 5.7/10. El consenso crítico del sitio lee, "LBJ pierde de vista su tema complicado, ignorando los aspectos más intrigantes de su personalidad y carrera a favor de un tratamiento biopic frustrantemente ordinario." El sitio web Metacritic valoró a la película con una puntuación de 54 de 100, basada en 19 reseñas, indicando "revisiones mixtas o promedio".
David Ehrlich de IndieWire dio la película una C, y dijo "Harrelson, quién tiene un regalo para exprimir encanto incluso fuera de la mayoría de personajes monstruosos, se apoya en la noción contradictoria de que Johnson es un humanista hambriento de poder. El resultado es una actuación que resulta bastante ridícula y apreciablemente fundada... El turno de Harrelson aprovecha su carisma único para desenredar a LBJ de las políticas que han definido su legado."
El crítico de TVOvermind, Nat Berman dio a la película una revisión positiva y alabó la selección de reparto de Reiner.

### Reconocimientos
| Premiación/Festival | Fecha de ceremonia  | Categoría                    | Receptor(es) y candidato(s) | Resultado | Ref.   |
| ------------------- | ------------------- | ---------------------------- | --------------------------- | --------- | ------ |
| Premios Saturn      | 27 de junio de 2018 | Mejor película independiente | LBJ                         | Nominado  | [ 27 ] |